# Bán khống
Bán khống trong tài chính có nghĩa là một cách kiếm lợi nhuận từ sự tụt giảm giá của một loại chứng khoán như cổ phiếu hay trái phiếu. Phần lớn các nhà đầu tư theo một khoản đầu tư dài hạn, hy vọng rằng giá của loại chứng khoán đó sẽ lên. Để thu lợi từ việc giá cổ phiếu đi xuống, người bán khống có thể mượn một lượng chứng khoán và bán nó đi, mong muốn rằng nó sẽ giảm giá trong tương lai để người bán khống có thể mua nó lại với mức giá thấp hơn và hưởng lợi nhuận từ sự chênh lệch giá bán và mua. Bán khống có thể gây ra tình trạng giảm giá chứng khoán trong ngắn hạn và tăng giá trong dài hạn vì khi đến hạn, nhà đầu tư phải mua chứng khoán để hoàn trả số chứng khoán đã bán khống trước đó.

## Minh họa
Giả sử các cổ phiếu của công ty XYZ nào đấy hiện bán với giá 10 USD một cổ phần. Một người bán khống sẽ mượn 100 cổ phiếu và bán chúng để thu được 1000 USD. Nếu giá cổ phiếu XYZ đó sau đó rớt xuống 8 USD một cổ phần, người bán khống đó sẽ mua lại 100 cổ phiếu đó với giá 800, trả các cổ phiếu cho người chủ gốc và được lợi nhuận 200 USD. Cách làm này có nguy cơ bị lỗ vô hạn. Ví dụ, nếu cổ phiếu của XYZ mượn được bán và trên thực tế giá lên 25 USD, thì người bán khống sẽ phải mua lại với tổng giá là 2500 USD, lỗ mất 1500 USD. Ví dụ 2: A có 1 cây vàng, B vay và bán lấy tiền ngay, giá xuống B mua 1 cây vàng lại trả cho A, như vậy B đã thu lãi từ việc giá xuống.